# Università Bioterra
L'Università Bioterra è un'università privata con sede a Bucarest.

## Struttura
L'università è organizzata nelle seguenti facoltà:
- Controllo dei prodotti alimentari
- Gestione agroturistica
- Giurisprudenza
- Ingegneria dei prodotti alimentari